# Associació de Futbol de Xipre
L'Associació de Futbol de Xipre (CFA; grec: Κυπριακή Ομοσπονδία Ποδοσφαίρου (ΚΟΠ); turc: Kıbrıs Futbol Federasyonu (KFF)) és l'òrgan de govern del futbol a Xipre i té la seu a Nicòsia. Organitza els campionats de futbol, la primera lliga de la qual és la Primera Divisió xipriota. També organitza la Copa xipriota, la Supercopa xipriota i la selecció nacional de futbol de Xipre, així com totes les competicions de futbol sala, com ara la lliga xipriota de futbol sala, la Copa xipriota de futbol sala i la Supercopa xipriota de futbol sala.
El futbol organitzat va ser introduït a Xipre a principis del segle XX pels britànics. Jugat inicialment a les escoles de l'illa, va resultar molt popular i es van formar degudament diversos clubs. A mesura que es va establir el futbol, els clubs es van unir estant d'acord que es necessitava un organisme oficial per regular l'esport. El 23 de setembre de 1934, es va fundar l'Associació de Futbol de Xipre pels vuit clubs següents: AEL Limassol, Anorthosis Famagusta, APOEL, Aris Limassol, EPA Larnaca, Olympiakos Nicosia, Lefkoşa Türk Spor Kulübü i Trast. Després de l'establiment de l'Associació de Futbol de Xipre, el futbol es va començar a jugar de manera oficial amb la CFA organitzant diversos campionats per als seus clubs membres. Es va convertir en membre de la FIFA el 1948 i membre de la UEFA el 1962.
El 2007, l'Associació de Futbol de Xipre es va traslladar a la seva nova seu a Nicòsia. A l'acte d'inauguració van assistir el president de la UEFA, Michel Platini, i l'expresident de Xipre, Tassos Papadopoulos.